# Allexis obanensis
Espèce
Synonymes
- Alsodeia obanensis Baker f.[1]
- Rinorea obanensis (Baker f.) De Wild.[1]

Statut de conservation UICN

 VU B1+2c : Vulnérable
Allexis obanensis (Baker f.) Melch. est une espèce de plantes à fleurs de la famille des Violaceae et du genre Allexis, présente en Afrique tropicale.

## Étymologie
Son épithète spécifique obanensis fait référence aux monts Oban, au Nigeria, où Percy Amaury Talbot découvrit des spécimens.

## Description
C'est un arbuste pouvant atteindre 10 m de hauteur.

## Distribution
Relativement rare, l'espèce a été observée au sud-est du Nigeria (monts Oban), au Cameroun (parc national de Korup) et au Gabon.